# Светлана Велмар Јанковић
Светлана Велмар Јанковић (Београд, 1. фебруар 1933 — Београд, 9. април 2014) била је српска књижевница и академик САНУ.

## Биографија
Кћерка је Владимира Велмар Јанковића, српског писца и члана Недићеве Владе народног спаса у Другом светском рату и Милице рођ. Вуловић. Мајка је под псеудонимом "Мими Вуловић" објавила неколико својих радова у часопису „Мисли” Ранка Младеновића. Њен деда по мајци је био Велислав Вуловић (1865-1931), инжењер, министар и председник београдске општине, док је деда стриц Светислав Вуловић био књижевни историчар и историчар.
Бежећи од рата, део ратних година провела је у Вучју, у кругу породице свог тече Лазе М. Теокаревића, сина Димитрија Мите Теокаревића. Светлана Велмар Јанковић је, описујући догађаје из свог живота, описивала и људе који су били нераздвојни део њеног одрастања и сазревања и оставили трага на њу и њено дело. Један од њих је и њен пријатељ и лекар, пореклом из Лесковца, Жак Конфино. Као породични пријатељ Жак Конфино је доста времена проводио у кругу породице Велмар Јанковић. Зато се у њој и родила жеља да када порасте буде, као и чика Жак, дечји лекар и писац.
После рата похађала је Четврту женску гимназију. Француску књижевност студирала је код др Миодрага Ибровца и др Николе Банашевића, a латински језик је изучавала под надзором др Мише Ђурића. Прво је радила као новинар у „Дечјој штампи“ па после као секретар и уредник часописа „Књижевност“. Затим је уређивала библиотеке за прозу и есеје домаћих писаца у издавачком предузећу „Просвета“.
За дописног члана Српске академије наука и уметности изабрана је на изборној Скупштини 2. новембра 2006. а за редовног члана на изборној Скупштини 5. новембра 2009.
У периоду од 2007. до 2013. године била је председница Управног одбора Народне библиотеке Србије.
Сахрањена је на Новом гробљу у Београду у породичној гробници свог деде Велислава Вуловића где је сахрањена и њена мајка Милица.

## Награде
Добитница је многобројних књижевних награда.
- Награда „Исидора Секулић”, за књигу есеја Савременици, 1967.
- Андрићева награда, за збирку приповедака Дорћол, 1981.
- Награда „Меша Селимовић”, за роман Лагум, 1990.
- Награда Народне библиотеке Србије за најчитанију књигу године, за роман Лагум, 1992.
- Награда „Ђорђе Јовановић”, за књигу есеја Уклетници, 1993.
- Награда „Борисав Станковић”, за књигу приповедака Врачар, 1994.
- НИН-ова награда, за роман Бездно, 1995.[11]
- Књижевна награда „Невен”, за збирку приповедака Књига за Марка, 1998.
- Књижевна награда „Политикиног Забавника”, за збирку приповедака Књига за Марка, 1998.
- Награда „Стефан Митров Љубиша”, 2002.

## Дела
Њена дела превођена су на енглески, немачки, француски, шпански, италијански, грчки, бугарски и мађарски језик.

Париски часопис Lire поставио је 1997. године роман Лагум (који је париски издавач Phébus издао под насловом Dans le noir, у преводу Алена Капона) на десето место међу 20 најбољих књига домаћих и страних писаца објављених у тој години у Француској. Роман је био у најужој конкуренцији за награду „Фемина“ и проглашен је „малим ремек-делом“.
Романи
- Ожиљак (1956, друго, прерађено издање 1999)
- Лагум (1990)
- Бездно (1995)
- Нигдина (2000)
- Востаније (2004)

Есеји
- Савременици (1967)
- Уклетници (1993)
- Изабраници (2005)
- Сродници (2013)

Сећања
- Прозраци (2003)
- Прозраци 2 (2015, постхумно)

Збирке приповедака и записа
- Дорћол (1981)
- Врачар (1994)
- Гласови (1997)
- Књига за Марка (1998)
- Очаране наочаре* приче о Београду (2006)
- Седам мојих другара (2007)
- Врачар (2016, проширено издање, допуњено новелама „Улица Молерова“ и „Улица Коларчева“, постхумно)
- Записи са дунавског песка (2016, постхумно)

Молитве
- Светилник (1998)

Драме
- Кнез Михаило (1994)
- Жезло (2001, књига драма)

Монографије
- Капија Балкана: брзи водич кроз прошлост Београда (2011)